# Gypsies, Cramps and Fleas
Gypsies, Cramps and Fleas is de achtste aflevering van het zesde seizoen van het tienerdrama Beverly Hills, 90210, die voor het eerst werd uitgezonden op 1 november 1995.

## Verhaal
Donna wordt wakker van gestommel op de waranda, het is Ray die allemaal pompoenen neerzet voor Halloween. Hij doet dit ter ere van hun eenjarige jubileum. Donna vertelt hem dat er niets te vieren valt, Ray doet net of alles koek en ei is en gaat vrolijk door. Hij vraagt aan Donna of zij ’s avonds ook naar het Halloween feest gaat in de After Dark. Hij zal er ook zijn als ze wil praten. ’s Middags ontmoet Donna Joe Bradley en ze vindt hem wel interessant en dat is ook wederzijds. Na een tijdje flirten vraagt Donna of hij zin heeft om vanavond naar het feest te komen, hij zal er zijn. Donna vraagt aan Ray of hij rustig zal zijn als zij iemand meeneemt naar het feest, hij zegt dat hij zijn geduld zal bewaren. ’s Avonds op het feest danst Donna volop met Joe, dit tot grote ergernis van Ray en op een gegeven moment stapt hij erop af en springt ertussen. Hij vraagt boos aan Donna wat ze aan het doen is en loopt weg. Joe brengt Donna naar huis en als hij afscheid genomen heeft wil Donna naar binnen gaan maar Ray komt ineens tevoorschijn en grijpt haar arm vast, ze heeft pijn en wil dat hij loslaat. Op dat moment komt Joe terug en dwingt Ray haar los te laten. Het komt tot een gevecht waarbij Ray gewond afdruipt.
Toni woont nu bij Dylan en zij maakt het huis in orde voor Halloween, dit tot grote ergernis van Dylan die hieraan nooit heeft meegedaan. Ze neemt ook een kat die aan is komen lopen. De kat verwondt Toni en wil een pleister pakken in de badkamer maar in de verbanddoos vindt ze een pistool en vraagt aan Dylan wat hij hiermee van plan is. Ze eist dat hij het opruimt en na veel twijfel belooft hij dit. Daarna komt Bruno op bezoek om te informeren naar hoe het gaat, en vertelt dat haar vader haar wil spreken. Ze zoekt hem op in de Peach Pitt en vraagt aan hem of hij verantwoordelijk is voor de dood van Dylans vader. Na veel over en weer gepraat geeft hij het toe. Toni is hevig teleurgesteld en is zeer verdrietig. De volgende dag gaan ze samen naar de haven en besluiten dat ze hier niet kunnen blijven en willen naar het buitenland verhuizen. Dylan neemt afscheid van zijn pistool door het in het water te gooien.
Voor het Halloween is er een waarzegster neergestreken bij de Peach Pitt, Madame Raven. Susan en Brandon komen aanrijden en Susan laat wat boeken en brieven vallen en Madame Raven helpt met het oprapen zodat ze ook meteen wat persoonlijkheden kan weten. Ze ziet een naam van haar ex, en springt daarop in. Susan denkt dat ze echt helderziend is, ze gaat met haar naar binnen naar de glazen bol. Later biecht ze aan Brandon op van haar ex maar zegt ook meteen dat ze niets meer voor hem voelt. Raven heeft ook een liefdesdrankje en vertelt aan iedereen dat het werkt. David wil het proberen op Valerie maar door een verwisseling krijgen Steve en Clare deze drankjes, ze eindigen in het kantoor en slapen met elkaar. David en Valerie kussen elkaar na het feest.
Kelly weet nog steeds niet wat ze met Colin aan moet. Hij vraagt of ze naar de After Dark komt voor het feest omdat daar zijn muurschilderij onthuld wordt. Ze twijfelt nog maar gaat toch kijken, Colin is blij haar te zien en komen weer naar elkaar.

## Rolverdeling
- Jason Priestley - Brandon Walsh
- Jennie Garth - Kelly Taylor
- Ian Ziering - Steve Sanders
- Luke Perry - Dylan McKay
- Brian Austin Green - David Silver
- Tori Spelling - Donna Martin
- Tiffani Thiessen - Valerie Malone
- Joe E. Tata - Nat Bussichio
- Kathleen Robertson - Clare Arnold
- Jamie Walters - Ray Pruit
- Jason Wiles - Colin Robbins
- Emma Caulfield - Susan Keats
- Rebecca Gayheart - Toni Marchette
- Stanley Kamel - Tony Marchette
- Cameron Bancroft - Joe Bradley
- Cliff Weissman - Bruno
- The Cramps - zichzelf (muzikale gast)